# سینه‌سرخ بیشه تایوانی
سینه‌سرخ بیشه تایوانی (نام علمی: Tarsiger formosanus) یک پرنده گنجشک‌سان کوچک از تیرهٔ مگس‌گیران جهان قدیم (Muscicapidae) است که بومی تایوان است. در گذشته به عنوان زیرگونهای از سینه‌سرخ بیشه ابروسفید (Tarsiger indicus) در نظر گرفته می‌شد.